# Vörå krigsskola

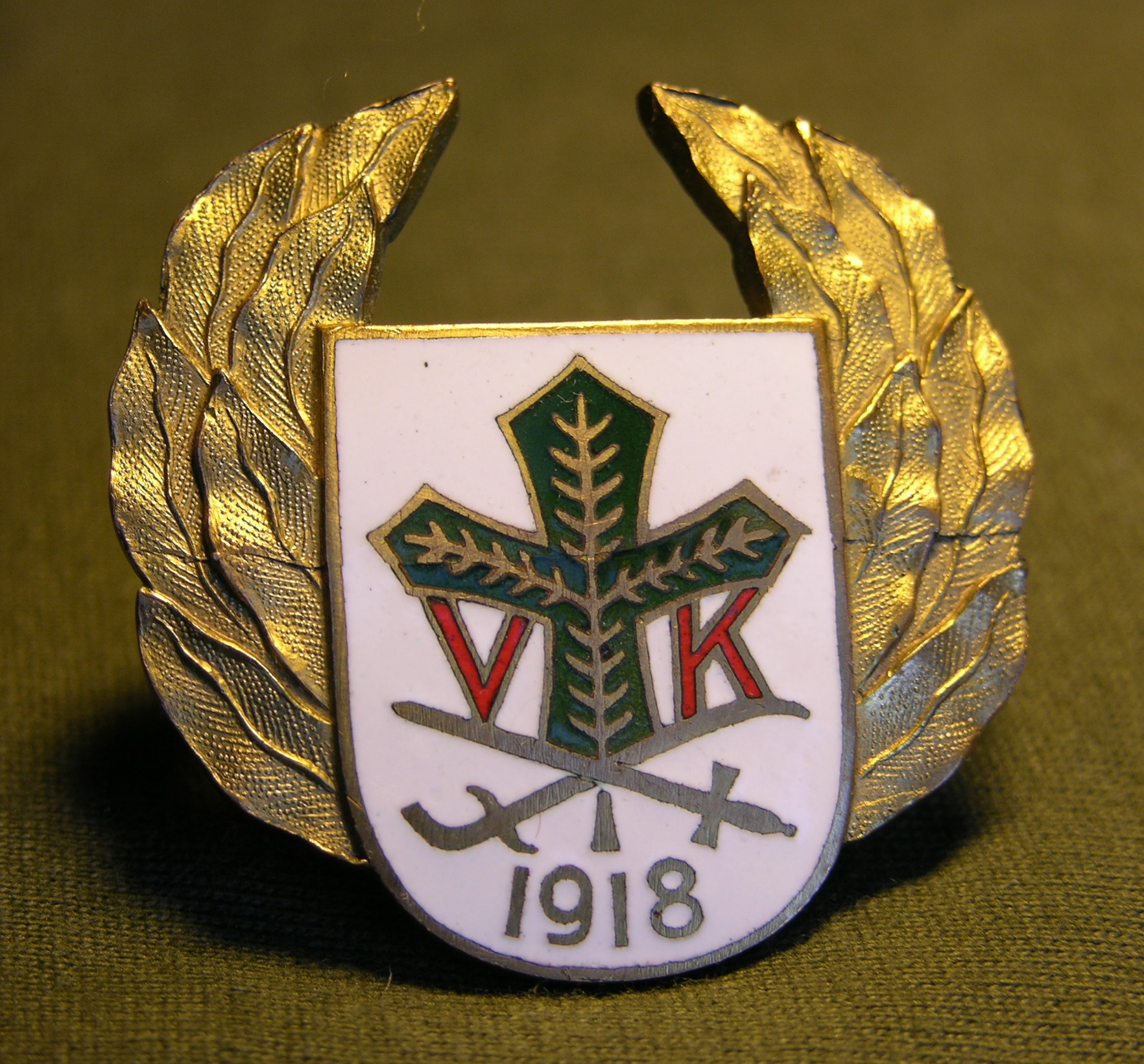
Vörå Krigsskolas kursmärke. Design Jorma Gallén-Kallela, elev i skolan

Vörå krigsskola var Finlands första underofficersskola, som utbildade gruppchefer för hela landets skyddskårer. Skolan var en fortsättning på Vindala skolan, som utbildat plutonchefer.
Elevantal på skolan var cirka 1 400 man fördelade på 9 kompanier, samt 2 maskingevärskompanier. Skolans första chef var jägarlöjtnant Bertel Petrelius (Perttu Pertamo) och från 18 februari 1918 jägarkapten Juho Heiskanen  (1889–1950). Intendent var jägarfänrik Ivar Hasselblatt. Som kompanichefer och instruktörer fungerade 22 jägare.
Första utryckningen med 450 man skedde den 27 januari 1918 till Ylistaro för avväpnande av ryssarna där. Därifrån for en del till Uleåborg och resten till Ilmola, Kristinestad, Filppula och Ruovesi. Båda avdelningarna återkom till Vörå för fortsatt skolning. 
I början av mars upplöstes 1-3 kompaniet och sändes till fronten eller hem som skolare för lokala skyddskårer. Elever fortsatte att strömma till och som mest fanns 750 elever på samma gång inkvarterade i Vöråhemmen. Vörå levererade mera mat till staten än hela Viborgs län under denna tid. Hästskjutsarna till Tervajoki station var otaliga och som mest fanns 300 hästar på en gång.
Inför Tammerfors offensiven ryckte skolan ut som Vörå bataljon (650 man) under Heiskanens ledning med Petrelius som adjutant.
Efter Tammerfors avtackade Mannerheim Vörå gardet och befordrade eleverna till underofficerare. Eleverna återvände till Vörå och fick sina betyg innan de spreds till andra förband.
Elevernas igenkänningstecken var ett smalt vitt band nere på vänster ärm. Ett lodrätt band under detta betydde gruppchef, två betydde plutonchef.